# Laon
Laon (uitspraak: /lɑ̃/) (Middelnederlands: Louwen) is een stad in Frankrijk, en is de hoofdplaats van het departement Aisne. De stad telde in 2017 24.876 inwoners. Inwoners van Laon worden "Laonnois" (/lanwa/) genoemd.

## Geschiedenis
De stad is een van de vele in Noordwest-Europa met de Romeins-Gallische naam Lugdunum (heuvel, hof, hoogte, vesting, gewijd aan de Keltische god Lugh). Laon werd al voor de middeleeuwen als vestingstad  door Galliërs gebouwd op een alleenstaande heuvel in Thiérache. Het werd in de 5e eeuw  door toedoen van Remigius van Reims een bisschopszetel. Al sinds 580 (stichting van de Sint-Vincentiusabdij, vanaf de 10e eeuw benedictijns) en 641 (stichting van het benedictijner klooster gewijd aan Johannes de Doper) had het christendom hier belangrijke bolwerken. Laon was in de Karolingische tijd de koninklijke residentie. In de oude stad binnen de vesting staan nog de gebouwen uit de middeleeuwen; de 12e eeuw was een tijd van voorspoed en nieuwbouw. In de 11e en 12e eeuw kreeg Laon een belangrijke theologische school. Een van de belangrijkste geleerden was in die tijd Anselmus van Laon. Tot en met de 14e eeuw was de macht in de stad verdeeld tussen de koning, de bisschop, het kapittel van de kathedraal en de rijke koopliedenstand. In 1111 kwam het tot een uitbarsting toen de bisschop, tegen eerdere afspraken met de burgerij, extra belastingen hief. Hij werd opgejaagd, verstopte zich in een vat, werd ontdekt en op Palmzondag 1111 omgebracht. Daarna was het een eeuw lang relatief vrij rustig in Laon. In de 12e eeuw werd de stad geheel ommuurd. De bepaald pompeuze Kathedraal van Laon werd vanaf 1155 gebouwd, nadat zijn romaanse voorganger was afgebrand. Door zijn plaats op de vesting, is deze kathedraal het opvallende kenmerk van Laon geweest. Halverwege de 13e eeuw zou de stad circa 10.000 inwoners hebben gehad, van wie 2/3 in de bovenstad leefden. Daarmee was Laon een voor die tijd grote stad.
In de 14e eeuw woonde Guillaume de Harcigny, de in die tijd beroemdste arts van Frankrijk in Laon. Hij was hofarts van koning Karel VI van Frankrijk.
De Honderdjarige Oorlog ging niet onopgemerkt aan deze vestingstad voorbij. In 1358 probeerde de bisschop van Laon de stad aan het koninkrijk Navarra uit te leveren. Het complot werd ontdekt en de schuldigen werden onthoofd. In 1359 werd de stad door de Engelsen aangevallen. De aanval werd afgeslagen, maar de stad liep zware schade op. Onder andere de Sint-Vincentsabdij – met haar beroemde bibliotheek – ging in vlammen op. In 1373 was er weer een mislukte Engelse aanval op Laon, ditmaal door Jan van Gent, hertog van Lancaster. In 1411 werd de stad veroverd door het Hertogdom Bourgondië onder Jan zonder Vrees. Drie jaar later werd Laon heroverd door de Fransen onder Karel VI. In 1418 werd de stad weer door de Bourgondiërs ingenomen, wier hertog Filips de Goede haar een jaar later aan de Engelsen overdroeg.  Pas in het jaar 1429 kwam Laon definitief aan Frankrijk.
In de tijd van de Hugenotenoorlogen was de stad op de hand van de Heilige Liga van 1576, dus katholiek. Ze werd met succes door Spanjaarden verdedigd tegen diverse protestantse aanvallen. In de late 16e en de 17e eeuw vond weer een stadsvernieuwing plaats; er werden opvallend veel eenvoudige, hoge, dicht op elkaar staande huizen gebouwd, deels met houten gevels. Van deze oude huizen staat er vrijwel niet één meer overeind.
In 1692 liep Laon forse schade op door een aardbeving.
In 1814 vond bij Laon een veldslag plaats tussen het Franse leger van Napoleon Bonaparte en een Russisch-Pruisisch coalitieleger. Dit laatste behaalde de overwinning.
Op 9 september 1870 was er tijdens de Frans-Duitse Oorlog een tragisch incident. Franse troepen in de stad capituleerden voor de Duitsers. Een deel van de Franse soldaten was het hier niet mee eens en blies dicht bij de plaats waar de capitulatie werd ondertekend, een voorraad buskruit op. Hierbij kwamen honderden mensen, ook Franse en Duitse soldaten, om het leven. De verantwoordelijken werden door de Duitse bezettingstroepen gearresteerd en met de kogel terechtgesteld.
Gedurende de Eerste Wereldoorlog was Laon van 2 september 1914 tot 13 oktober 1918 door Duitse troepen bezet. In de stad was een van de belangrijkste Duitse hoofdkwartieren gevestigd.

## Bezienswaardigheden
De oude binnenstad van Laon is bezienswaardig vanuit cultureel oogpunt. Zij vormt met 370 ha het meest uitgestrekte gebied, dat als beschermd stadsgezicht is aangemerkt, in geheel Frankrijk. Bijna alle kerk- en kloostergebouwen in de stad hebben de status van historisch monument. Vermeldenswaard zijn:
- De beroemde Kathedraal van Laon werd vanaf 1155 gebouwd, nadat zijn romaanse voorganger was afgebrand. Door zijn plaats op de vesting, is deze kathedraal van zeer ver te zien.
- Ancien Hôtel-Dieu de Laon (voormalig middeleeuws gasthuis), naast de kathedraal.
- Het bisschoppelijk paleis, later justitiepaleis.
- De diverse malen verwoeste en weer herstelde Sint-Vincentiusabdij.
- De abdij van Sint-Johannes de Doper.
- De uit 1124 daterende abdij van Sint-Martinus, waar Gregorius VIII voor zijn pausschap kanunnik was. De abdijkerk (12 en 13e eeuw) heeft een bouwstijl die de overgang van romaans naar gotisch toont. Binnenin de kerk zijn er grafmonumenten en een Christusbeeld. De kloostergebouwen dateren uit de 18e eeuw.
- De achthoekige Tempelierskapel, daterend uit de 12e eeuw, maakt deel uit van het gebouwencomplex, waarin het belangrijkste museum van de stad is gehuisvest. Dit Musée d'art et d'archéologie herbergt o.a. een collectie Grieks aardewerk en een belangrijke collectie archeologische vondsten en kunstvoorwerpen, vooral uit de periode van omstreeks 400 - 1500.
- De stadsmuren en -poorten, o.a. de stadspoorten van Porte d'Ardon en Porte de Soissons.

### Galerij

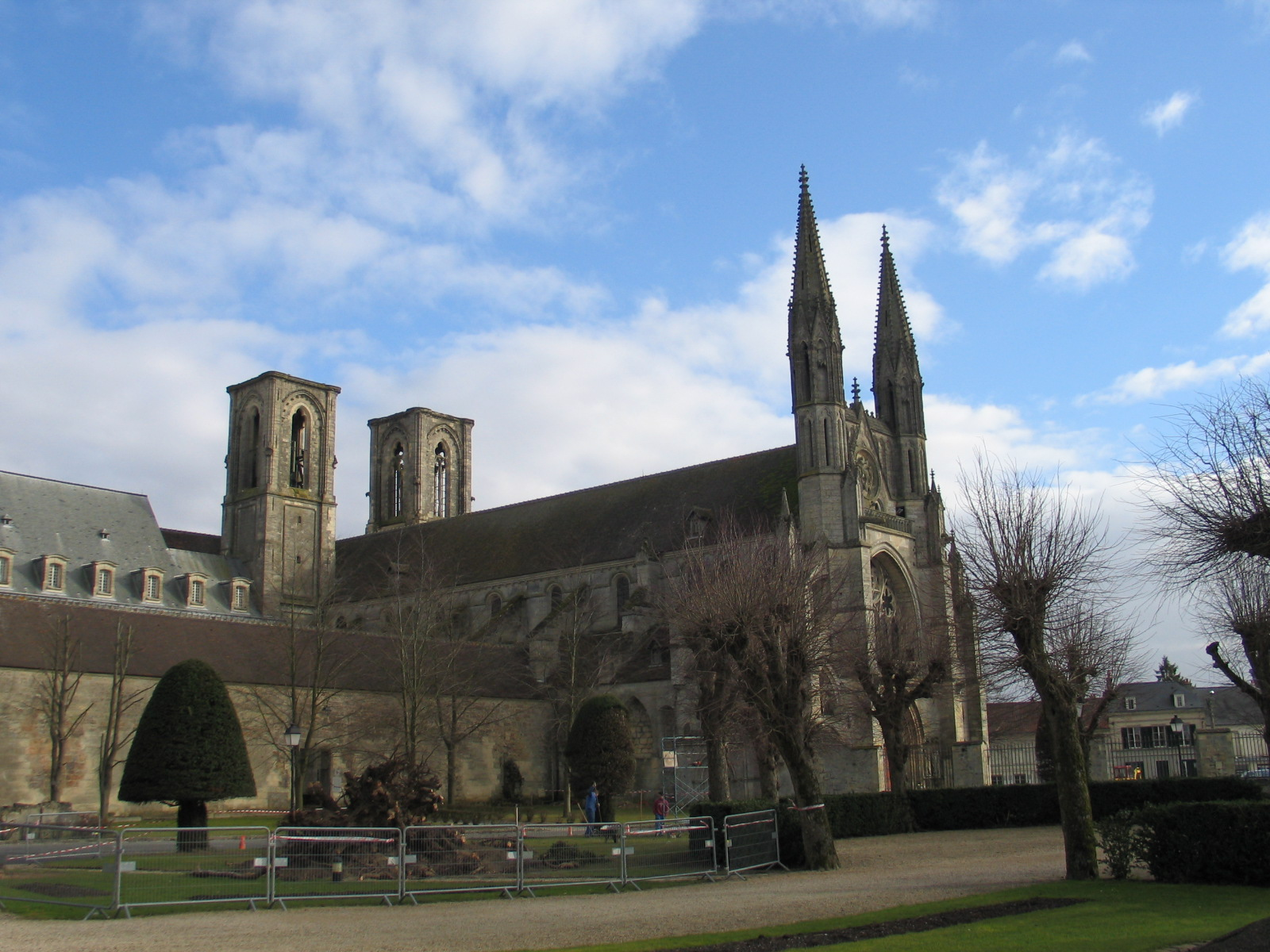
Sint-Martinuskerk
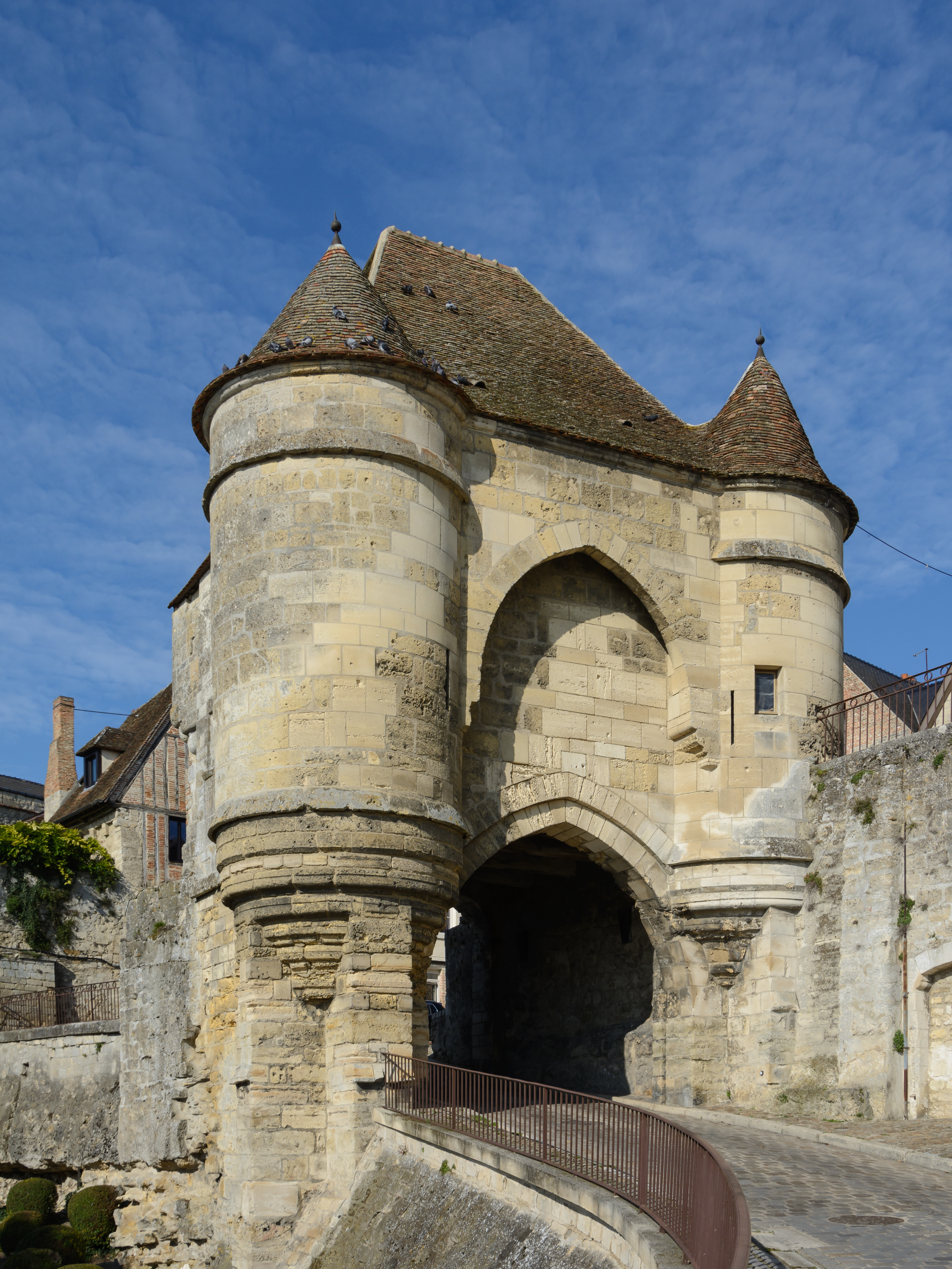
De stadspoort Porte d'Ardon
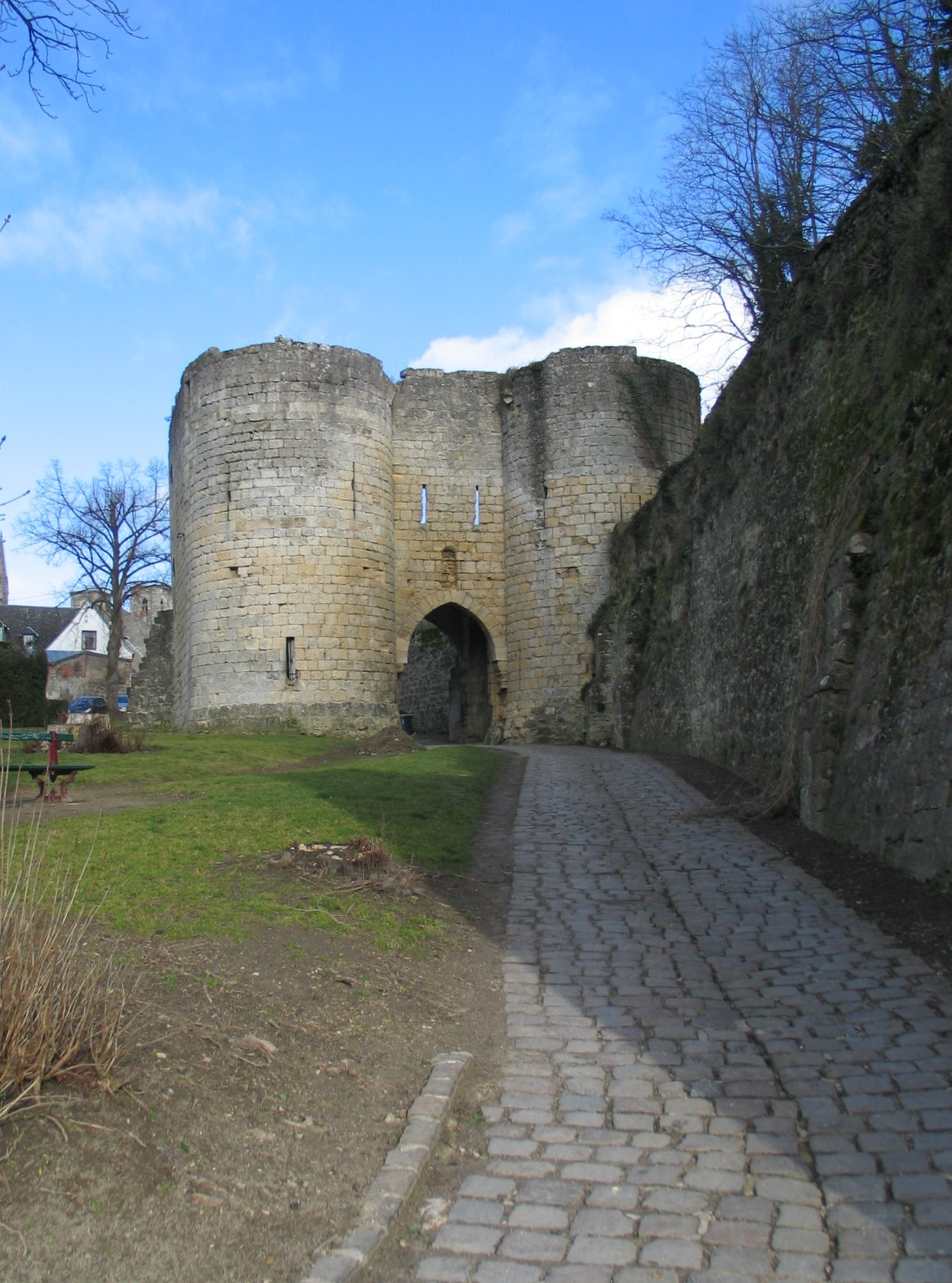
De stadspoort Porte de Soissons
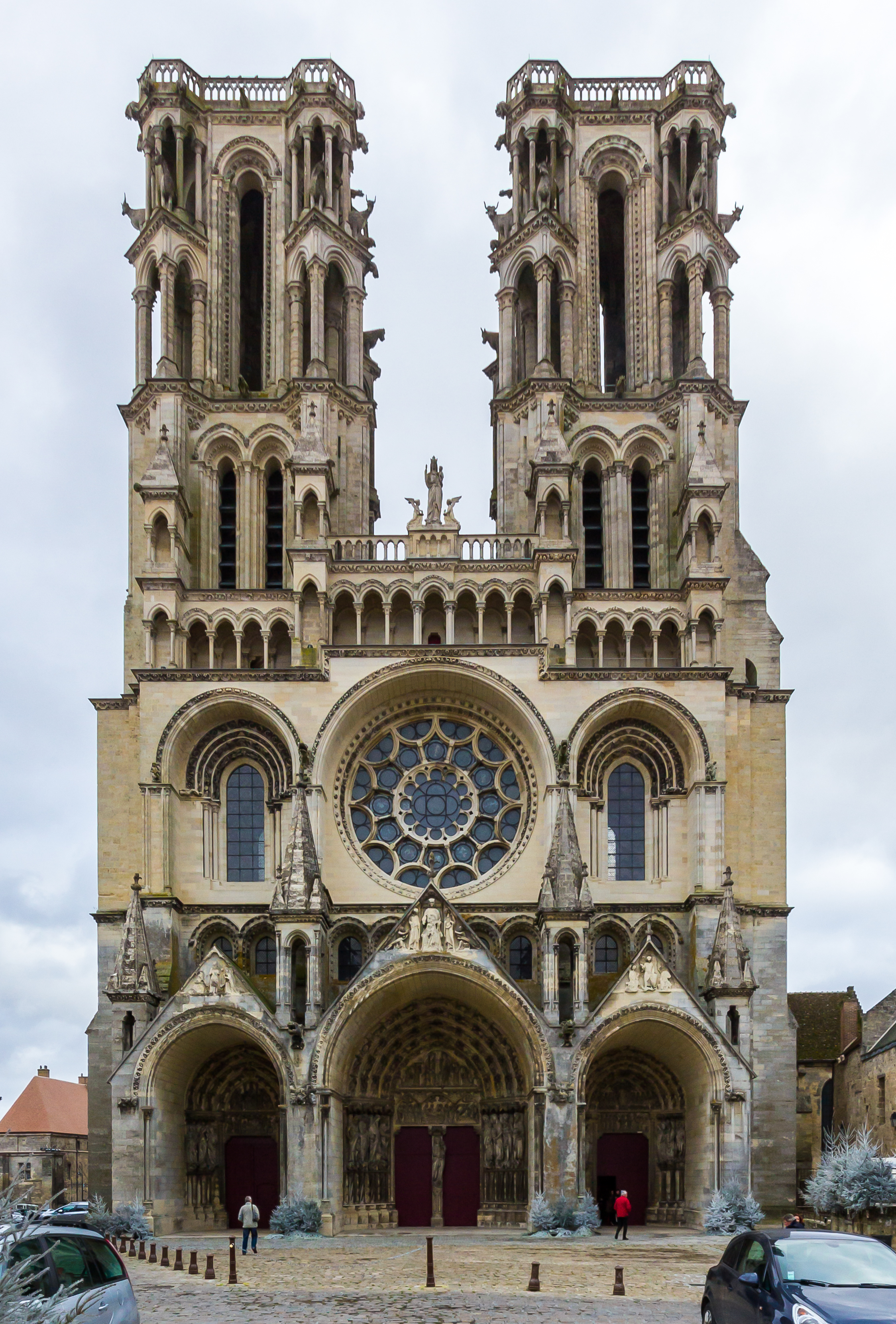
Westgevel van de kathedraal
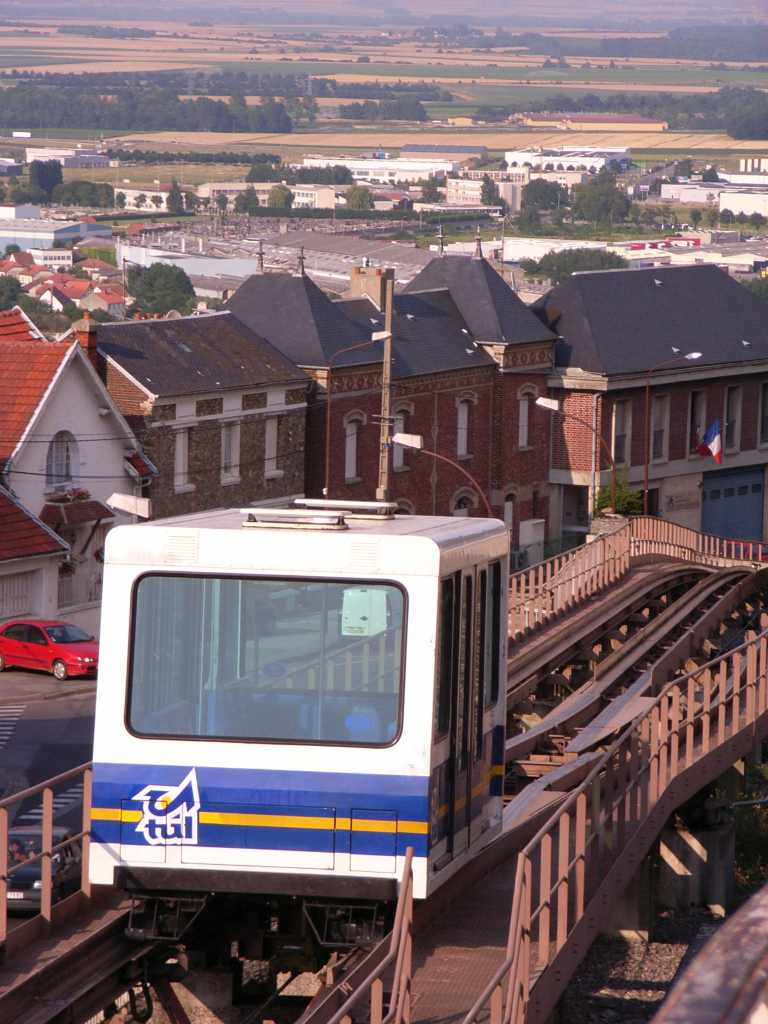
De voormalige Poma-tram

## Heraldiek
Het wapen van Laon is voorzien van 3 gouden Franse lelies en 3 merels (zwart op zilver).

## Geografie
De benedenstad, met o.a. het spoorwegstation, ligt op ongeveer 63 meter, en de bovenstad op maximaal 183 meter boven zeeniveau. De onderstaande kaart toont de ligging van Laon met de belangrijkste infrastructuur en aangrenzende gemeenten.

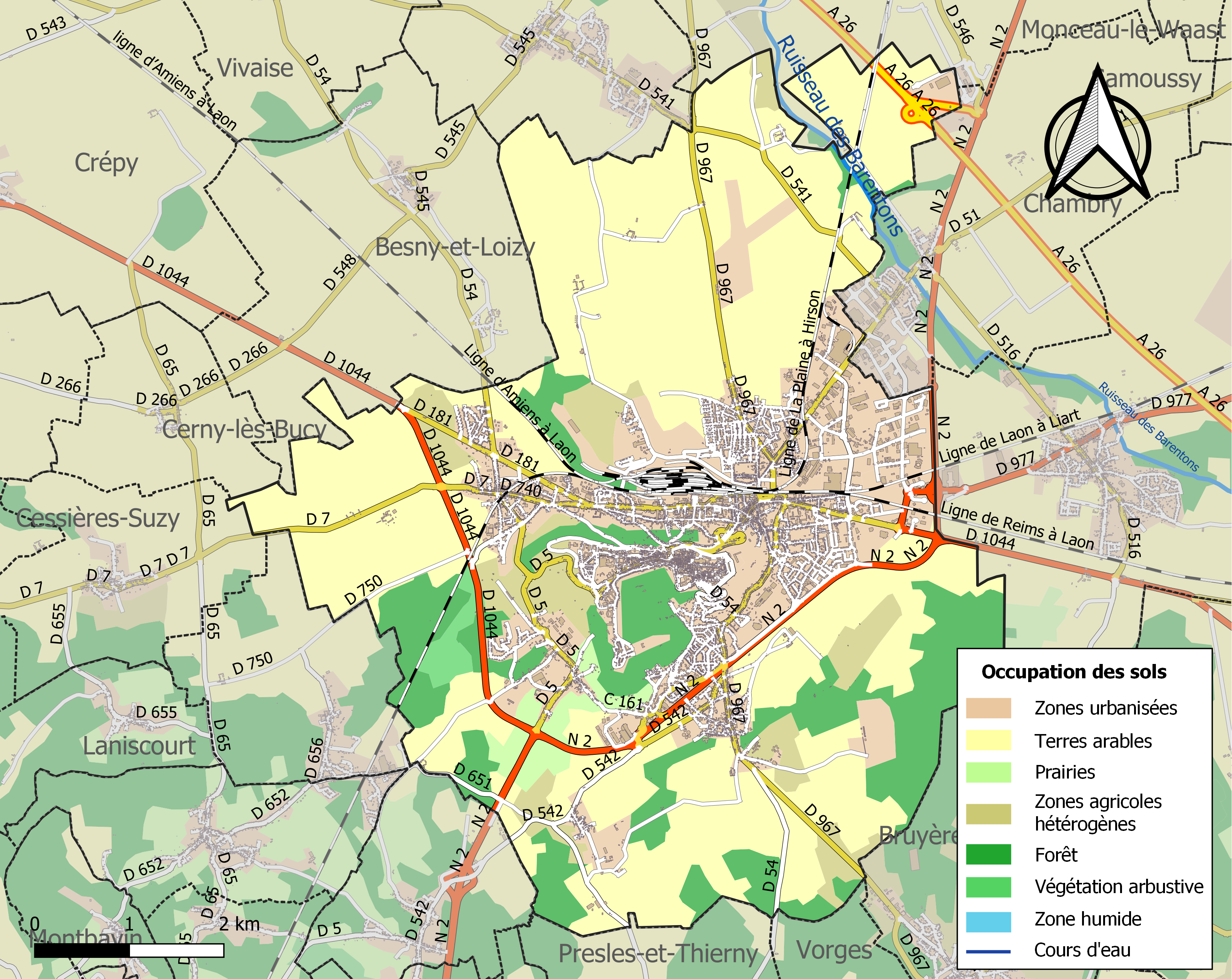

## Verkeer en vervoer
In de gemeente liggen de spoorwegstations Station Laon en La Neuville-sous-Laon. Hiervandaan kan men per trein reizen naar Parijs en Soissons, naar Saint-Quentin en Amiens naar Reims, en naar Hirson. Vanaf 1989 beschikte de stad tevens over een speciale kabelbaan, de Poma 2000, die het station van Laon (in de benedenstad) verbond met de in de bovenstad gelegen vesting. In plaats van met spoorwielen reden de kleine cabines op rubberen wielen. Er was een tussenstation waar de cabines elkaar kruisten. Vroeger lag hier een tandradspoorweg. In augustus 2016 werd de kabelbaan om financiële redenen gesloten en vervangen door een buslijn.
De wegverbinding tussen de Belgische grens en Parijs, de N2, loopt door Laon. Verder is de stad bereikbaar via de A26 (Calais - Troyes).

## Economie
De economie van de stad rust op twee pijlers: de dienstensector , waarbij het grote aantal onderwijsinstellingen en regionale ambtelijke instellingen opvalt, en, vanwege het historisch stedenschoon, het toerisme.

## Demografie
Onderstaande figuur toont het verloop van het inwonertal (bron: INSEE-tellingen).
Vanwege een beveiligingsprobleem met de MediaWiki Graph-software is het momenteel niet mogelijk deze grafiek weer te geven. Zodra de software is bijgewerkt zal de grafiek vanzelf weer zichtbaar worden.

## Partnergemeentes
Er bestaan jumelages met:
- Winchester, Groot-Brittannië
- Soltau, Duitsland

## Geboren in Laon
- Bertrada van Laon (720-783), de moeder van Karel de Grote
- Boudewijn I met de ijzeren arm (geboorteplaats onzeker; 840-879), de eerste gouwgraaf van het Graafschap Vlaanderen
- Lodewijk IV van Frankrijk (920-954), koning van West-Francië
- Lotharius van Frankrijk (941-986), koning van West-Francië
- Anselmus van Laon (ca.1050/55-1117), theoloog
- Jacques Marquette, (1636-1675), jezuïet en missionaris
- Pierre Méchain (1744-1804), sterrenkundige
- Désiré Louis Corneille Dondeyne (1921-2015), componist en dirigent